# Protonemura filigera
Protonemura filigera är en bäcksländeart som beskrevs av Kawai 1969. Protonemura filigera ingår i släktet Protonemura och familjen kryssbäcksländor. Inga underarter finns listade i Catalogue of Life.